# Каролюв (гміна Сенно)
Каролюв (пол. Karolów) — село в Польщі, у гміні Сенно Ліпського повіту Мазовецького воєводства.
Населення — 60 осіб (2011).
У 1975-1998 роках село належало до Радомського воєводства.

## Демографія
Демографічна структура станом на 31 березня 2011 року:
|          | Загалом | Допрацездатний вік | Працездатний вік | Постпрацездатний вік |
| -------- | ------- | ------------------ | ---------------- | -------------------- |
| Чоловіки | 36      | 8                  | 22               | 6                    |
| Жінки    | 24      | 5                  | 14               | 5                    |
| Разом    | 60      | 13                 | 36               | 11                   |